# Magda Trocmé
Magda Trocmé, geboren als Magda Elisa Larissa Grilli di Cortona, (* 2. November 1901 in Florenz; † 10. Oktober 1996 in Poissy bei Paris) war eine aus Italien stammende Sozialarbeiterin, Friedensaktivistin und Judenretterin. Während des Zweiten Weltkriegs retteten sie und ihr französischer Ehemann André Trocmé, ein protestantischer Pastor, gemeinsam mit den Bewohnern der französischen Gemeinde Le Chambon-sur-Lignon geschätzt 3000 bis 5000 Menschen vor Verfolgung durch die deutschen Besatzer.

## Biographie

### Herkunft und Ausbildung
Magda Elisa Larissa Grilli di Cortona war eine Tochter des italienischen Adligen Oscar Grilli di Cortona, der als Ingenieur und Oberst bei der italienischen Kavallerie gedient hatte, und dessen russischer Frau Elena „Nelli“ Wladimirowna Wissotzky. Die Mutter starb, als Magda vier Wochen alt war, woraufhin das Kind eine enge Beziehung zu seiner Großmutter Varia Poggio Wissotzky entwickelte. Wissotzky war in Sibirien geboren worden, wohin ihr Vater Alexander Podschio, ein Schriftsteller und Dekabrist, vom Zar verbannt worden war. Sie hatte ihren Mann in Russland verlassen und drei Töchter allein großgezogen und war eine starke und selbstbewusste Frau, die von der Enkelin zum Vorbild genommen wurde.
Wenige Jahre nach dem Tod von Magdas Mutter heiratete ihr Vater erneut und bekam mit seiner zweiten Frau drei weitere Töchter. Auf Wunsch der katholischen Stiefmutter besuchte Magda Grilli di Cortona eine Klosterschule, wandte sich aber vom katholischen Glauben ab und trat zum Protestantismus über. Auch mit diesem Schritt folgte sie ihrer Großmutter, die vom russisch-orthodoxen Glauben ebenfalls zum Protestantismus übergetreten war und sich in der Heilsarmee engagierte.
Magda Grilli schloss ihr Studium an der Universität Florenz mit einem Diplom in Literatur und Französisch ab. 1925 erhielt sie ein Stipendium für ein Studium an der New York School of Social Work der Columbia University. In dieser Zeit lernte sie ihren künftigen Ehemann André Trocmé kennen, einen Studenten des Union Theological Seminary in the City of New York. Er war ein Kriegsdienstverweigerer aus Gewissensgründen und trat für Gewaltlosigkeit ein, weshalb er von einigen Vertretern der Reformierten Kirchen von Frankreich, der er angehörte, als Rebell angesehen wurde. Magda Grilli offenbarte ihm in Gesprächen, dass sie weder protestantisch noch katholisch sein wolle, weil sie glaube, dass eine Mitgliedschaft in dieser oder jener Kirche nur vom Wesentlichen eines religiösen Lebens ablenke, das in der Liebe zu den Mitmenschen bestehe. Sie wolle Sozialarbeiterin werden, um diesem Wesentlichen zu dienen.

### Mit André Trocmé im Widerstand
Während sich André Trocmé ein Leben in Askese wünschte, wollte Magda ein normales Ehe- und Familienleben führen. Magdas gesunder Menschenverstand habe André Trocmé davor bewahrt, in den „Abgrund des Mystizismus zu fallen“.
Trotz ihrer Unterschiede heirateten Magda und André Trocmé 1926 im französischen Saint-Quentin und bekamen vier Kinder: eine Tochter und drei Söhne. Die Geburt des ersten Kindes, der Tochter Nelly, im Jahre 1927 kostete Magda Trocmé fast das Leben, weil sie dabei viel Blut verlor.
1927 wurde André Trocmé als Geistlicher nach Maubeuge beordert, einer Industriestadt im Norden Frankreichs nahe der belgischen Grenze, anschließend für sechs Jahre in das unweit gelegene Sin-le-Noble. 1934 wurde André Trocmé als Pastor nach Le Chambon-sur-Lignon geschickt, einer kleinen, abgeschiedenen Gemeinde hugenottischen Ursprungs im Zentralmassiv, 60 Kilometer von Saint-Étienne entfernt. 1938 gründeten die Eheleute das Collège Cévenol, eine private, nicht-konfessionelle Schule, die als internationales Zentrum für Frieden und Versöhnung dienen sollte. Bei Besuchen in Italien und in Deutschland – André Trocmé hatte dort Verwandte – erhielten sie aus erster Hand Eindrücke von den dortigen politischen Entwicklungen. Sie begannen, ihre Nachbarn vor dem drohenden Krieg zu warnen, er in seinen Predigten und sie als Italienischlehrerin am Collège Cévenol.
Nachdem Frankreich 1940 von der deutschen Wehrmacht besetzt worden war, kamen viele Flüchtlinge in diese Gegend, die schon seit dem 16. Jahrhundert als Zufluchtsort für Verfolgte galt, und suchten Hilfe in Le Chambon-sur-Lignon und im dortigen Pfarrhaus. Nachdem die deutschen Truppen Ende 1942 auch den Süden Frankreichs besetzt hatten, wuchs die Zahl der Frauen, Männer und Kinder, die Schutz suchten. Die meisten von ihnen waren Juden, aber viele wurden auch aufgrund ihrer politischen Überzeugungen oder ihrer Aktivitäten im Widerstand verfolgt. In den 1970er Jahren berichtete Magda Trocmé dem Autor Philip P. Hallie von dem ersten Flüchtling, der im Winter 1940/41 Hilfe im Pfarrhaus suchte: „Eine Frau klopfte an unsere Tür. […] Sie sagte, sie sei eine deutsche Jüdin, komme aus Nordfrankreich und sei in großer Gefahr.“ Sie habe die Tür mit den Worten geöffnet: „Natürlich, kommen Sie herein, nur herein.“ Dieser Frau gab Magda Trocmé etwas zu essen und feste Schuhe; am nächsten Morgen habe die Frau den Ort verlassen. Da sei ihr klar geworden, dass es damit nicht getan sei, sondern dass die verfolgten Menschen etwa auch Papiere und Lebensmittelkarten zum Überleben benötigten. Bald hielten sich Hunderte von Juden im Dorf und seiner Umgebung verborgen. Manche von ihnen fanden dauerhaften Schutz; andere wurden vorübergehend aufgenommen, bis sie über die Grenze fliehen konnten. Trotz der Gefahr wurden Juden bei Bauern und Dorfleuten, in öffentlichen Einrichtungen und Kinderheimen untergebracht. Mit Hilfe der Dorfbewohner wurden manche Menschen auf gefährlichen Märschen zur Schweizer Grenze gebracht.
Während die Trocmés als Team in der Ehe und im Dienst am Nächsten zusammenarbeiteten, hatte Magda Trocmé eigene Überzeugungen, die sich oft deutlich von denen ihres Mannes unterschieden: André Trocmé war der Seelsorger, Magda Trocmé die praktisch Handelnde. Sie betreute die Flüchtlinge und organisierte Unterkünfte, Medikamente, Kleidung, Lebensmittel, Geld und auch falsche Papiere. Gleichzeitig war sie zeitweise alleinerziehende Mutter von vier Kindern, da ihr Mann sowie seine Mitstreiter Édouard Theis und Roger Darcissac im Februar 1943 einen Monat lang im Internierungslager Camp de Saint-Paul-d’Eyjeaux des Vichy-Regimes inhaftiert waren und schließlich untertauchen mussten. Zusätzlich unterrichtete sie Italienisch am Collège Cévenol und nahm Internatsschüler auf, um ein zusätzliches Einkommen zu erzielen. Im Winter 1942/43 stand sie kurz vor dem körperlichen Zusammenbruch, weshalb Alice Reynier („Jispa“), Angehörige einer strengen protestantischen Gemeinde, als Hilfe ins Haus geholt wurde. Sie sollte bis zu ihrem Tod mit Magda Trocmé eng verbunden bleiben.
Andrés Trocmés Cousin Daniel, der ein Kinderheim leitete, wurde am 29. Juni 1943 verhaftet, ins KZ Mittelbau-Dora deportiert und im April 1944 im KZ Majdanek ermordet. Am 13. August 1944 versuchte der Sohn der Trocmés, Jean-Pierre (* 1930), ein Gedicht von François Villon nachzustellen, in dem die Erhängung von Menschen am Galgen beschrieben wurde. Dabei verunglückte er tödlich im Badezimmer des Pfarrhauses. Wenige Wochen später wurde Le Chambon befreit.

### Nach dem Krieg
Nachdem die Trocmés Le-Chambon-sur-Lignon verlassen hatten, ließen sie sich in Versailles nieder, um ein „Maison de la Réconciliation“ (auch bekannt als „le Moulin de la paix“) zu eröffnen. Es diente als Forum für die Aktivitäten der Internationalen Versöhnungsbewegung (MIR), des französischen Zweigs des Internationalen Versöhnungsbundes (IFOR) für Europa, für den die Eheleute Trocmé nunmehr mehr als zehn Jahre durch die Welt reisten, um für ihre Sache zu werben, mal gemeinsam, mal getrennt.
Ende 1945 und Anfang 1946 ging André Trocmé auf Reisen, in die USA und nach Deutschland. Magda Trocmé reiste nach Italien, um Kontakte zu den dortigen Pazifisten zu knüpfen (Dezember 1946 bis Januar 1947), und widmete sich der Leitung der „Maison de la Réconciliation“, der Übersetzung und Verteilung von Broschüren und der Planung von Konferenzen. Im Oktober 1949, zwei Jahre nach der Unabhängigkeit des Landes, reiste Magda Trocmé im Auftrag der MIR für drei Monate nach Indien, um dort an einem von dem Quäker Horace Alexander organisierten Weltfriedenskongress teilzunehmen. Der Kongress, ursprünglich von Gandhi initiiert, war wegen dessen Ermordung um ein Jahr verschoben worden. Dort traf sie unter anderem mit Indira Gandhi und C. Rajagopalachari zusammen. Ein Zusammentreffen mit Gandhi war ein Wunsch der Trocmés vor ihrer Eheschließung gewesen, der dann nicht zustande gekommen war.
1960 nahm André Trocmé, der in der Reformierten Kirche Frankreichs weiterhin als „schwer vermittelbar“ galt, eine Pfarrstelle in Genf an, und Magda Trocmé arbeitete erneut als Lehrerin für Italienisch an einem Gymnasium.
André Trocmé starb am 5. Juni 1971 in Genf. Nach dem Tod ihres Mannes zog Magda Trocmé mit Alice Reynier („Jispa“), der engen Freundin der Familie, nach Paris. Sie starb 1996 in Poissy bei Paris. Sie liegt gemeinsam mit ihrem Ehemann André, ihren Söhnen Jean-Pierre und Daniel sowie Jispa († 1989) als Familie auf dem Friedhof von Le Chambon-sur-Lignon begraben. Der Nachlass der Trocmés befindet sich in der US-amerikanischen Swarthmore College Peace Collection, einer von Quäkern begründeten Einrichtung.
Für ihre Kinder und Enkel formulierte Magda Trocmé in zwei Sätzen, was ihr wichtig war: „In uns verwurzelt fände sich nicht ein Ideal, eine Hoffnung, das Bedürfnis nach Gerechtigkeit, Wahrheit und Liebe, das wir alle in uns spüren, egal welcher Religion oder Kultur wir angehören, wenn es nicht irgendwo eine Quelle der Hoffnung, der Gerechtigkeit, der Wahrheit und der Liebe gäbe. Diese Quelle ist es, die ich ‚Gott‘ nenne.“

## Ehrungen
Am 5. Januar 1971 wurden Magda Trocmé und ihr Mann André von Yad Vashem als Gerechte unter den Völkern gewürdigt. 32 weitere Bürger von Le Chambon-sur-Lignon wurden mit diesem Titel ausgezeichnet, und 1990 ehrte Yad Vashem das gesamte Dorf mit einer besonderen Urkunde. 1981 erhielt Magda Trocmé als Vertreterin der Einwohner von Le Chambon und dessen Umgebung die Ehrendoktorwürde des Haverford College, zur selben Gelegenheit wie die schwarze Bürgerrechtlerin Rosa Parks.